# Vildé-Guingalan
Vildé-Guingalan är en kommun i departementet Côtes-d'Armor i regionen Bretagne i nordvästra Frankrike. Kommunen ligger i kantonen Plélan-le-Petit som tillhör arrondissementet Dinan. År 2022 hade Vildé-Guingalan 1 294 invånare.

## Befolkningsutveckling
Antalet invånare i kommunen Vildé-Guingalan
Referens:INSEE